# Serie A2 1986-1987 (pallacanestro femminile)
Il campionato di Serie A2 di pallacanestro femminile 1986-1987 è stato il settimo organizzato in Italia. Il secondo dopo la ristrutturazione della categoria in 2 gironi da 8 squadre. Le prime 4 accedevano alla Poule Promozione a 8 e le altre tante alla Poule Retrocessione.

## Girone A di qualificazione
|  |    | Classifica Serie A2 - Girone A | Pt | G  | V  | P  | PtF | PtS |
|  | -- | ------------------------------ | -- | -- | -- | -- | --- | --- |
|  | 1. | Opel Bolzano                   | 24 | 14 | 12 | 2  |     |     |
|  | 2. | Agos Quarto d'Altino           | 20 | 14 | 10 | 4  |     |     |
|  | 3. | Florence Firenze               | 18 | 14 | 9  | 5  |     |     |
|  | 4. | Gualdo Tadino                  | 16 | 14 | 8  | 6  |     |     |
|  | 5. | Cademartori Basket Pavia       | 14 | 14 | 7  | 7  |     |     |
|  | 6. | Nuova Pall.Valdarno            | 14 | 14 | 7  | 7  |     |     |
|  | 7. | Fanfulla Lodi                  | 4  | 14 | 2  | 12 |     |     |
|  | 8. | Wit Boy Montecchio             | 0  | 14 | 0  | 14 |     |     |

## Girone B di qualificazione
|  |    | Classifica Serie A2 - Girone B | Pt | G  | V  | P  | PtF | PtS |
|  | -- | ------------------------------ | -- | -- | -- | -- | --- | --- |
|  | 1. | Carisparmio Avellino           | 20 | 14 | 10 | 4  |     |     |
|  | 2. | Stelle Marine Ostia            | 16 | 14 | 8  | 6  |     |     |
|  | 3. | Universal Palermo              | 16 | 14 | 8  | 6  |     |     |
|  | 4. | Poiatti Trapani                | 16 | 14 | 8  | 6  |     |     |
|  | 5. | COR Roma                       | 14 | 14 | 7  | 7  |     |     |
|  | 6. | Pellaro                        | 14 | 14 | 7  | 7  |     |     |
|  | 7. | Despar Pescara                 | 10 | 14 | 5  | 9  |     |     |
|  | 8. | CUS Chieti                     | 6  | 14 | 3  | 11 |     |     |

## POULE promozione in A1F
|  |    | Classifica POULE PROMOZIONE | Pt | G  | V  | P  | PtF | PtS |
|  | -- | --------------------------- | -- | -- | -- | -- | --- | --- |
|  | 1. | Carisparmio Avellino        | 20 | 14 | 10 | 4  |     |     |
|  | 2. | Florence Basket             | 18 | 14 | 9  | 5  |     |     |
|  | 3. | Universal Génève Palermo    | 16 | 14 | 8  | 6  |     |     |
|  | 4. | Poiatti Trapani             | 14 | 14 | 7  | 7  |     |     |
|  | 5. | Opel Bolzano                | 14 | 14 | 7  | 7  |     |     |
|  | 6. | Stelle Marine Ostia         | 12 | 14 | 6  | 8  |     |     |
|  | 7. | Agos Quarto d'Altino        | 10 | 14 | 5  | 9  |     |     |
|  | 8. | Gualdo Tadino               | 8  | 14 | 4  | 10 |     |     |

      Promossa in Serie A1.

## POULE Retrocessione in B
|  |    | Classifica POULE RETROCESSIONE | Pt | G  | V | P  | PtF | PtS |
|  | -- | ------------------------------ | -- | -- | - | -- | --- | --- |
|  | 1. | Cademartori Basket Pavia       | 18 | 14 | 9 | 5  |     |     |
|  | 2. | COR Roma                       | 18 | 14 | 9 | 5  |     |     |
|  | 3. | Nuova Pall.Valdarno            | 14 | 14 | 7 | 7  |     |     |
|  | 4. | CUS Chieti                     | 14 | 14 | 7 | 7  |     |     |
|  | 5. | Pordenone                      | 14 | 14 | 7 | 7  |     |     |
|  | 6. | Despar Pescara                 | 14 | 14 | 7 | 7  |     |     |
|  | 7. | Fanfulla Lodi                  | 14 | 14 | 7 | 7  |     |     |
|  | 8. | Pellaro                        | 6  | 14 | 3 | 11 |     |     |

## Verdetti
- Promosse in Serie A1F: Carisparmio Avellino, Florence Basket e Universal Génève Palermo
- Retrocedono in Serie B: Fanfulla Lodi (dopo spareggio delle 5 a pari punti) e Pellaro.